# Wolfgang Lentz (Iranist)
Otto Helmut Wolfgang Lentz (* 23. Februar 1900 in Hameln; † 8. Dezember 1986 in Marburg) war ein deutscher Iranist.

## Leben
Wolfgang Lentz’ Vater, Alfred Lentz, war Direktor der höheren Mädchenschule, dem heutigen Viktoria-Luise-Gymnasium.
Von 1918 bis 1923 studierte er in München und Göttingen und war Schüler von Friedrich Carl Andreas, Hermann Lommel.
1924–1942 war er wissenschaftlicher Mitarbeiter an der Königlich-Preußischen Akademie der Wissenschaften in Berlin und  arbeitete auf den drei Gebieten Turfan-Fragmente, iranische Dialektologie und  Auslegung von Zarathustras Gathas.
1942–1945 diente er beim Militär und arbeitete danach auf verschiedenen Stellen. 1950 wurde er an der Universität Hamburg Dozent für Iranistik an der Abteilung für Vorderasiatische Sprache und Kultur und später Professor. 1957/1958 war er Gastprofessor der Columbia University und 1960/1961 an der University of Texas, Austin. Seinen Ruhestand ab 1968 verbrachte er in Marburg.
Er reiste viel: privat in den Pamir, nach Afghanistan, Indien und in den Iran. Er war 1928 Mitglied der Deutsch-Sowjetischen Alai-Pamir-Expedition und 1935 der deutschen Hindukusch-Expedition.

## Schriften
- Auf dem Dach der Welt: mit Phonograph und Kamera bei vergessenen Völker des Pamir. Deutsche Buch-Gemeinschaft, Berlin 1931 (Digitalisat [PDF]).
- Iran 1951/1952. Heidelberg 1952
- Yasna 28. Kommentierte Übersetzung und Kompositions-Analyse. Mainz 1955 (= Abhandlungen der Akademie der Wissenschaften und der Literatur. Geistes- und sozialwissenschaftliche Klasse. Jahrgang 1954, Band 16).
- Goethes Noten und Abhandlungen zum West-östlichen Divan. Hamburg 1961
- Zeitrechnung in Nuristan und am Pamir. Graz 1978